# Kim Gordon
Kim Althea Gordon (Rochester, 28 aprile 1953) è una musicista, compositrice e artista statunitense. Famosa per aver militato nel gruppo alternative/noise rock Sonic Youth come bassista, cantante e chitarrista, fa attualmente parte del supergruppo Free Kitten.

## Biografia
Nata a Rochester, nello Stato di New York, da padre sociologo e madre "casalinga con tendenze creative", cresce a Los Angeles, dove frequenta la University High School e, successivamente, l'Otis Art Institute. Dopo essersi laureata, Gordon si trasferisce a New York, iniziandosi ad interessare alla scena musicale no wave locale. Qui forma una band di breve durata, i CMK, con Christine Hahn e Stanton Miranda, e proprio attraverso quest'ultima conosce Thurston Moore, con cui inizia una relazione. Nel 1981 i due e Lee Ranaldo fondano i Sonic Youth.
Nel 1988, insieme a Sadie May e Lydia Lunch, pubblica l'album Naked in Garden Hills, sotto il nome di Harry Crews, band che ebbe una brevissima durata. Ha anche diretto, in collaborazione con Spike Jonze, il videoclip di Cannonball per le Breeders. È comparsa nel film di Gus Van Sant Last Days, film-biografia su Kurt Cobain, leader del gruppo grunge Nirvana.

### Vita privata
Nel 1984 sposa Thurston Moore; la coppia ha una figlia, Coco Hayley Gordon-Moore. Nell'ottobre del 2011 hanno divorziato, in concomitanza dello scioglimento della band.

## Discografia

### Solista
- No Home Record (2019)
- At Issue (2022) (with Loren Connors)
- The Collective (2024)

Free Kitten
- Unboxed (1994)
- Nice Ass (1995)
- Sentimental Education (1997)
- Inherit (2008)

Body/Head
- Body/Head 12" (2013)
- Coming Apart (2013)
- No Waves (2016)
- The Switch (2018)

Glitterbust
- Glitterbust (2016)